# Yakutat
Yakutat /="the place where the canoes rest."/, najsjevernije pleme Tlingit Indijanaca, porodics Koluschan, s istoimenog zaljeva na Aljaski. Yakutati su vjerojatno nastali migracijom Tlingita s juga koji su 1880.-tih tlingitizirali dijelove Eyak Indijanaca s Controller Baya, Cape Sucklinga, Cape Yakataga i Yakutat Baya. 
Pleme, danas federalno priznati kao  'Yakutat Tlingit Tribe' , broji oko 450 pripadnika.

## Vanjske poveznice
- Yakutat Tlingit Tribe  Arhivirana inačica izvorne stranice od 17. svibnja 2008. (Wayback Machine)